# Aşağıburnaz, Erzin
Aşağıburnaz là một xã thuộc huyện Erzin, tỉnh Hatay, Thổ Nhĩ Kỳ. Dân số thời điểm năm 2011 là 271 người.